# Lijst van edities van Mysteryland
Dit is een lijst met edities van artiesten die hebben opgetreden op het Nederlandse festival Mysteryland.

## Edities
| Editie    | Locatie                        | Datum                     | Artiesten | Externe link                    |
| --------- | ------------------------------ | ------------------------- | --- | ------------------------------- |
| 2024      | Floriade Haarlemmermeer        | 31 augustus + 1 september | Adam Beyer, Alle Farben, Argy, Bakermat, Ben Nicky, Benny Rodrigues, Boef, Brennan Heart, Charlotte de Witte, D-Block & S-te-fan, De Sluwe Vos, Michel De Hey, Fedde Le Grand, Mark Knight, Franky Rizardo, HI-LO, Jonna Fraser, Joris Voorn, Kris Kross Amsterdam, Lilly Palmer, Maddix, Matroda, Max Dean, Luke Dean, MEDUZA, Menesix, Nic Franciulli, Nicky Romero, Ofenbach, Oliver Heldens, R3HAB, Ran-D, Rebekah, Sander van Doorn, Sefa, Stella Bossi, Sub Zero Project, Sunnery James & Ryan Marciano, Vini Vici, W&W, WADE, Yellow Claw en vele anderen                                                 |                                 |
| 2023      | Floriade Haarlemmermeer        | 26+27 augustus            | Adam Beyer, Alesso, Broederliefde, Carlos Valdes, Chris Lorenzo, Claptone, Cynthia Spiering, Dombresky, Don Diablo, Fiesta Macumba soundsystem, Franky Rizardo, Freddy Moreira, Frenna, Hardwell, Headhunterz, Vertile, Hi-Lo, Hot since 82, James Hype, Joel Corry, Jonna Fraser, Joris Voorn, Korsakoff, Laura van Dam, Mad Dog, Malaa, Mau P, Meduza, Morten, Nicky Summers, Noizu, Oliver Heldens, Onyvaa, Outsiders, Paul Van Dyk, Poke, Rejecta, Roger Sanchez, Ronnie Flex, Sound Rush, Sunnery James & Ryan Marciano, Sven Väth, Timmy Trumpet, Warface, 300+ anderen                                    |                                 |
| 2022      | Floriade Haarlemmermeer        | 27+28 augustus            | Acraze, Alan Walker, Aly & Fila, Antoon, Ben Nicky, Benny Rodrigues, Bilal Wahib, Bizzey, Carl Cox, Carlos Valdes, Chelina Manuhutu, Christopher Coe, Cosmic Gate, D-Block & S-TE-FAN, De sluwe Vos, DJ Koze, DJ Snake, Dom Dolla, Fedde Le Grand, Fiesta Macumba soundsystem, Franky Rizardo, Freddy Moreira, Frequencerz, Gregor Tresher, James Hype, Kapuchon, Keltek, Kolsch, Kriss Kross Amsterdam, Mad Dog, Malaa, N-vitral, Oliver Heldens, Outsiders, Paul Kalkbrenner, Phuture Noize, Ran-D, Sander van Doorn, Sefa, Sound Rush, Sunnery James & Ryan Marciano, Sven Väth, Tungevaag, W&W, 300+ anderen |                                 |
| 2020-2021 | Geannuleerd                    | Geannuleerd               | Geannuleerd | Geannuleerd                     |
| 2019      | ...                            | ...                       | ... |                                 |
| 2018      | Floriade Haarlemmermeer        | 25+26 augustus            | 25 augustus: Alesso, Fatboy Slim (live), Hardwell, KSHMR, Lucas & Steve, Robin Schulz, Brennan Heart, Wildstylez, Cosmic Gate, Marco V, Paul van Dyk, Sunnery James & Ryan Marciano, Ferreck Dawn, Sven Väth, Buzz Fuzz, DJ Promo, Tha Playah 26 augustus: Axwell Λ Ingrosso, Dimitri Vegas & Like Mike, Galantis, Jonas Blue, Kungs, W&W, Headhunterz, Noisecontrollers, Hardwell, Blasterjaxx, Quintino, The Partysquad, Yellow Claw, Noize Suppressor, Korsakoff, Endymion |                                 |
| 2017      | Floriade Haarlemmermeer        | 26+27 augustus            | 26 augustus: Deadmau5, Alesso, Alok, Broederliefde, Craig David, KSHMR, Showtek, Yellow Claw, Lucas & Steve, Chocolate Puma, Sander van Doorn, Carl Cox, Brennan Heart, D-Block & S-te-Fan, Wildstylez 27 augustus: Armin van Buuren, Axwell Λ Ingrosso, Made in June, Oliver Heldens, Sam Feldt, Sunnery James & Ryan Marciano, Above & Beyond, Gorgon City, Klingande, Darkraver, Noisecontrollers, Zatox |                                 |
| 2016      | Floriade, Haarlemmermeer       | 27+28 augustus            | 27 augustus: Afrojack, Curbi, Don Diablo, Galantis, KSHMR, Lost Frequencies, Sam Feldt, Sleazy Stereo, Mike Williams, Jay Hardway, Quintino, Sander van Doorn, Wasted Penguinz, Wildstylez en Coone 28 augustus: Diplo, Martin Garrix, Boys Noize, De Jeugd van Tegenwoordig, East & Young, Gorgon City, Robin Schulz, Tchami, Dave Clarke, Charly Lownoise & Mental Theo, Atmozfears, Frontliner, Angerfist |                                 |
| 2015      | Floriade, Haarlemmermeer       | 29+30 augustus            | 29 augustus: Alesso, Laidback Luke, Nero, Nicky Romero, Oliver Heldens, De Jeugd van Tegenwoordig, Dave Clarke,Mike Mago, Ummet Ozcan, DVBBS, Frontliner, Max Enforcer, Noisecontrollers 30 augustus: Claptone, Thomas Jack, Deep Dish, Martin Garrix, Knife Party, Netsky (Live), Chocolate Puma, Dimitri Vangelis & Wyman, Coone, Evil Activities, Wildstylez, Zatox | Mysteryland 2015 dag 1 en Dag 2 |
| 2014      | Floriade, Haarlemmermeer       | 23 augustus               | Luuk van Dijk, UMEK, Steve Aoki, NERVO, Yellow Claw, The Opposites, Hardwell, Chris Liebing, Pendulum, Sigma, R3hab, Toneshifterz, Frontliner, Coone, Noisecontrollers | Mysteryland editie 2014         |
| 2013      | Floriade, Haarlemmermeer       | 24 augustus               | Bakermat, Fake Blood, Fedde le Grand, Joris Voorn, Porter Robinson, Steve Angello, Steve Aoki, Chuckie, Showtek, Martin Garrix, Feest DJ Ruud, A*S*Y*S, Wildstylez, Brennan Heart,Wasted Penguinz | Mysteryland editie 2013         |
| 2012      | Floriade, Haarlemmermeer       | 25 augustus               | Sandro Silva, Tommy Trash, Hardwell, Martin Solveig, Avicii, Calvin Harris, Yellow Claw, Dimitri Vegas & Like Mike, Fedde le Grand, Zedd, Tiga, Wildstylez, Zatox | Mysteryland editie 2012         |
| 2011      | Floriade, Haarlemmermeer       | 27 augustus               | 2000 and One, A-Trak, Afrojack, Derrick May, Fedde le Grand, Joris Voorn, Sebastian Ingrosso, Ben Sims, Boris Werner, Todd Terry, Dave Clarke, Dimitri Vegas & Like Mike Headhunterz, Brennan Heart | Mysteryland editie 2011         |
| 2010      | Floriade, Haarlemmermeer       | 28 augustus               | 2 Many DJs, Artificial Happiness, Axwell, Dirty South, HouseQuake, DJ Isis, Steve Aoki, Avicii, Fedde le Grand, Dimitri Vegas & Like Mike, Tiësto | Mysteryland editie 2010         |
| 2009      | Floriade, Haarlemmermeer       | 29 augustus               | Joost van Bellen, Isis, Michel de Hey, Chuckie, Swedish House Mafia (Sebastian Ingrosso, Steve Angelo & Axwell), Felix da Housecat, LELE, Vive la Fête, Sander van Doorn, Fedde le Grand, Adam Beyer, Noisecontrollers | Mystery Land 2009               |
| 2008      | Floriade, Haarlemmermeer       | 23 augustus               | DJ Rush, Green Velvet, David Guetta, Dr. Lektroluv, Erick E, Isis, Marco V, Laidback Luke, Tocadisco, Tiësto, Nic Chagall, Chris Liebling, British murder boys, Richie Hawtin, Roger Sanchez, Valentino Kanzyani | Mystery Land 2008               |
| 2007      | Floriade, Haarlemmermeer       | 25 augustus               | Derrick May, Chris Liebling, Marco V, Dr. Lektroluv, Felix da Housecat, Fedde le Grand, Mason & the Maker, Sander van Doorn, Menno de Jong, Markus Schulz, AXN & Up-Skillz, Armin van Buuren, Steve Angello, Roger Sanchez, Marnix | Mystery Land 2007               |
| 2006      | Floriade, Haarlemmermeer       | 26 augustus               | Roger Sanchez, Felix da Housecat, Sven Väth, Erick E, Fedde le Grand, Dave Clarke, David Guetta, Junkie XL, Roog, Richie Hawtin, Benny Rodrigues, Sander van Doorn, Nic Chagall, Eddie Halliwel, Mark Norman, Marcel Woods, Markus Schulz | Mystery Land 2006               |
| 2005      | Floriade, Haarlemmermeer       | 27 augustus               | Paul Oakenfold, Armand Van Helden, Erick Morillo, Benjamin Bates, Steve Angello, Johan Gielen, Marco V, Judge Jules, Cor Fijneman, Mark Norman, Felix da Housecat, Sander Kleinenberg, Benny Rodrigues, Roog, David Guetta, Sven Väth | Mystery Land 2005               |
| 2004      | Floriade, Haarlemmermeer       | 21 augustus               | Benny Benassi, Junior Jack, Audio Bullys, Richie Hawtin, Darren Emerson, Paul van Dyk, Tiësto, Tommy Lee, Mylo, Tim Deluxe, Junkie XL, Cor Fijneman, Rank 1 | Mystery Land 2004               |
| 2003      | Floriade, Haarlemmermeer       | 23 augustus               | Paul van Dyk, Laidback Luke, Sander Kleinenberg, Michel de Hey, Sven Väth, Timo Maas, Tomcraft, Erick Morillo, Richie Hawtin, Roog, Erick E | Mystery Land 2003               |
| 2002      | Ruigoord, Amsterdam            | 17 augustus               | Felix da Housecat, Johan Gielen, Mauro Picotto, Marco V, Roog, Mousse T., Tiefschwarz, Tom Novy, Sven Väth, Anne Savage, Eddie Halliwell, Judge Jules, Armin van Buuren, Cosmic Gate, Ferry Corsten, Marcel Woods, Rank 1, Dumonde, Yves Deruyter, Kai Tracid, Marnix | Mystery Land 2002               |
| 2001      | Six Flags Holland              | 16 juni                   | Junkie XL, Armin van Buuren, Benny Rodrigues, Cosmic Gate, Johan Gielen, DJ Jean, Neophyte, Olav Basoski, Scot Project, Remy, Roog, Yves Deruyter, Marco V, Luna | Mystery Land 2001               |
| 2000      | Recreatieterrein Bussloo       | 26 augustus               | Marcello, Monika Kruse, Joost van Bellen, Laidback Luke, Isis, Noize Suppressor, Claudio Lancinhouse, Quazar |                                 |
| 1999      | Recreatieterrein Bussloo       | 3 juli                    | Dana, Leviathan, Tiësto, 3 Steps Ahead (live) |                                 |
| 1999      | Jaarbeurs Utrecht              | 3 april                   | Yves, The Viper, Promo, Lars, Panic, Buzz Fuzz, Marshall Masters, The Prophet, Ronald Molendijk, Jean, Jurgen, Erik E, Yves Deruyter |                                 |
| 1998      | Recreatieterrein Lingebos      | 4 juli                    | Neophyte, Boris Valeo, Akira, Dana, The Prophet, Pavo, Promo, Gizmo, Darkraver |                                 |
| 1998      | Jaarbeurs Utrecht              | 11 april                  | Darkraver, Dana, Promo, The Prophet, The Viper, Michel de Hey, Steve Rachmad, Remy, Yves |                                 |
| 1997      | Recreatieterrein Bussloo       | 4 juli                    | Bass D & King Matthew, Dano, Gizmo, Rotterdam Terror Corps, Rob & MC Joe, Waxxweazle, Dana, The Prophet |                                 |
| 1997      | Jaarbeurs Utrecht              | 7 maart                   | The Viper, Dana, Buzz Fuzz, Waxweazle, Pavo, Weirdo |                                 |
| 1997      | Jaarbeurs Utrecht              | 22 februari               | DJ Jean, Buzz Fuzz, Dione, Weirdo, Rob & MC Joe, Yves, Darkraver, Delirium |                                 |
| 1996      | Vliegveld Eindhoven, Eindhoven | 22 juni                   | 3 Steps Ahead, Party Animals, 2 Brothers on the 4th Floor, Bass D & King Matthew, Buzz Fuzz, Dano, Dana, Gizmo, Darkraver, Angelo, Isis, DJ Dmitri, Joost van Bellen |                                 |
| 1995      | Niet doorgegaan                | Niet doorgegaan           | Niet doorgegaan |                                 |
| 1994      | Maasvlakte, Rotterdam          | 3 dagen (24–26 juni)      | Paul Elstak, Buzz Fuzz, Dano, Neophyte, The Prophet, Bass-D, Mental Theo, Charly Lownoise, Dione, Michel de Hey, Steff da Campo, Angelo, Marcello |                                 |
| 1993      | Midland Circuit, Lelystad      | 3 dagen (9–11 juli)       | Buzz Fuzz, Dano, Gizmo, The Prophet |                                 |